# مارک کوتسی
مارک کوتسی (انگلیسی: Mark Kotsay؛ زادهٔ ۲ دسامبر ۱۹۷۵) بازیکن بیس‌بال اهل ایالات متحده آمریکا است.
از باشگاه‌هایی که در آن بازی کرده‌است می‌توان به بوستون رد ساکس اشاره کرد.
وی در مسابقات کشوری و بین‌المللی در مجموع برندهٔ ۱ مدال برنز شده‌است.